# WTA Prag
Das WTA Prag (offiziell: Livesport Prague Open) ist ein Damen-Tennisturnier der WTA Tour, das in der tschechischen Hauptstadt Prag ausgetragen wird.
Das erste WTA-Turnier wurde dort 1992 ausgetragen. Radka Zrubáková im Einzel sowie Karin Kschwendt und Petra Ritter im Doppel waren die ersten Siegerinnen. Nach diversen Unterbrechungen wurde das Turnier 2010 erneut eingestellt.
2015 kehrte die WTA Tour mit einem Turnier der Kategorie International nach Prag zurück, das zuvor ein $100.000-Turnier auf dem ITF Women’s Circuit war.
Auf Grund der Olympischen Sommerspiele 2024 fand die Ausgabe 2024 auf Sand statt. Im folgenden Jahr wurde wieder auf Hartplätzen gespielt.

## Siegerliste

### Einzel
| Jahr                                          | Siegerin            | Finalgegnerin              | Ergebnis       |
| --------------------------------------------- | ------------------- | -------------------------- | -------------- |
| ↓ Kategorie: Tier V ↓                         |                     |                            |                |
| 1992                                          | Radka Zrubáková     | Kateřina Kroupová          | 6:3, 7:5       |
| ↓ Kategorie: Tier IV ↓                        |                     |                            |                |
| 1993                                          | Natalija Medwedjewa | Meike Babel                | 6:3, 6:2       |
| 1994                                          | Amanda Coetzer      | Åsa Carlsson               | 6:1, 7:614     |
| 1995                                          | Julie Halard        | Ludmila Richterová         | 6:4, 6:4       |
| 1996 siehe WTA Karlsbad                       |                     |                            |                |
| 1997                                          | Joannette Kruger    | Marion Maruska             | 6:1, 6:1       |
| ↓ Kategorie: Tier III ↓                       |                     |                            |                |
| 1998                                          | Jana Novotná        | Sandrine Testud            | 6:3, 6:0       |
| 1999 siehe WTA Prostějov                      |                     |                            |                |
| 2000–2004 fand in Prag kein WTA-Turnier statt |                     |                            |                |
| 2005                                          | Dinara Safina       | Zuzana Ondrášková          | 7:62, 6:3      |
| 2006                                          | Shahar Peer         | Samantha Stosur            | 4:6, 6:2, 6:1  |
| 2007                                          | Akiko Morigami      | Marion Bartoli             | 6:1, 6:3       |
| 2008                                          | Wera Swonarjowa     | Wiktoryja Asaranka         | 7:62, 6:2      |
| ↓ Kategorie: International ↓                  |                     |                            |                |
| 2009                                          | Sybille Bammer      | Francesca Schiavone        | 7:64, 6:2      |
| 2010                                          | Ágnes Szávay        | Barbora Záhlavová-Strýcová | 6:2, 1:6, 6:2  |
| 2011–2014 fand in Prag kein WTA-Turnier statt |                     |                            |                |
| 2015                                          | Karolína Plíšková   | Lucie Hradecká             | 4:6, 7:5, 6:3  |
| 2016                                          | Lucie Šafářová      | Samantha Stosur            | 3:6, 6:1, 6:4  |
| 2017                                          | Mona Barthel        | Kristýna Plíšková          | 2:6, 7:5, 6:2  |
| 2018                                          | Petra Kvitová       | Mihaela Buzărnescu         | 4:6, 6:2, 6:3  |
| 2019                                          | Jil Teichmann       | Karolína Muchová           | 7:65, 3:6, 6:4 |
| 2020                                          | Simona Halep        | Elise Mertens              | 6:2, 7:5       |
| ↓ Kategorie: 250 ↓                            |                     |                            |                |
| 2021                                          | Barbora Krejčíková  | Tereza Martincová          | 6:2, 6:0       |
| 2022                                          | Marie Bouzková      | Anastassija Potapowa       | 6:0, 6:3       |
| 2023                                          | Nao Hibino          | Linda Nosková              | 6:4, 6:1       |
| 2024                                          | Magda Linette       | Magdalena Fręch            | 6:2, 6:1       |
| 2025                                          | Marie Bouzková      | Linda Nosková              | 2:6, 6:1, 6:3  |

### Doppel
| Jahr                                          | Siegerinnen                           | Finalgegnerinnen                          | Ergebnis          |
| --------------------------------------------- | ------------------------------------- | ----------------------------------------- | ----------------- |
| ↓ Kategorie: Tier V ↓                         |                                       |                                           |                   |
| 1992                                          | Karin Kschwendt Petra Ritter          | Eva Švíglerová Noëlle van Lottum          | 6:4, 2:6, 7:5     |
| ↓ Kategorie: Tier IV ↓                        |                                       |                                           |                   |
| 1993                                          | Inés Gorrochategui Patricia Tarabini  | Laura Golarsa Caroline Vis                | 6:2, 6:1          |
| 1994                                          | Amanda Coetzer Linda Harvey-Wild      | Kristie Boogert Laura Golarsa             | 6:4, 3:6, 6:2     |
| 1995                                          | Chanda Rubin Linda Harvey-Wild        | Maria Lindström Maria Strandlund          | 6:73, 6:3, 6:2    |
| 1996 siehe WTA Karlsbad                       |                                       |                                           |                   |
| 1997                                          | Ruxandra Dragomir Karina Habšudová    | Eva Martincová Helena Vildová             | 6:1, 5:7, 6:2     |
| ↓ Kategorie: Tier III ↓                       |                                       |                                           |                   |
| 1998                                          | Silvia Farina Elia Karina Habšudová   | Květa Hrdličková Michaela Paštiková       | 2:6, 6:1, 6:2     |
| 1999 siehe WTA Prostějov                      |                                       |                                           |                   |
| 2000–2004 fand in Prag kein WTA-Turnier statt |                                       |                                           |                   |
| 2005                                          | Émilie Loit Nicole Pratt              | Barbora Strýcová Jelena Kostanić          | 6:76, 6:4, 6:4    |
| 2006                                          | Marion Bartoli Shahar Peer            | Ashley Harkleroad Bethanie Mattek         | 6:4, 6:4          |
| 2007                                          | Petra Cetkovská Andrea Hlaváčková     | Ji Chun-Mei Sun Sheng-Nan                 | 7:67, 6:2         |
| 2008                                          | Andrea Hlaváčková Lucie Hradecká      | Jill Craybas Michaëlla Krajicek           | 1:6, 6:3, [10:6]  |
| ↓ Kategorie: International ↓                  |                                       |                                           |                   |
| 2009                                          | Aljona Bondarenko Kateryna Bondarenko | Iveta Benešová Barbora Záhlavová-Strýcová | 6:1, 6:2          |
| 2010                                          | Timea Bacsinszky Tathiana Garbin      | Monica Niculescu Ágnes Szávay             | 7:5, 7:64         |
| 2011–2014 fand in Prag kein WTA-Turnier statt |                                       |                                           |                   |
| 2015                                          | Belinda Bencic Kateřina Siniaková     | Kateryna Bondarenko Eva Hrdinová          | 6:2, 6:2          |
| 2016                                          | Margarita Gasparjan Andrea Hlaváčková | María Irigoyen Paula Kania                | 6:4, 6:2          |
| 2017                                          | Anna-Lena Grönefeld Květa Peschke     | Lucie Hradecká Kateřina Siniaková         | 6:4, 7:63         |
| 2018                                          | Nicole Melichar Květa Peschke         | Mihaela Buzărnescu Lidsija Marosawa       | 6:4, 6:2          |
| 2019                                          | Anna Kalinskaja Viktória Kužmová      | Nicole Melichar Květa Peschke             | 4:6, 7:5, [10:7]  |
| 2020                                          | Lucie Hradecká Kristýna Plíšková      | Monica Niculescu Raluca Olaru             | 6:2, 6:2          |
| ↓ Kategorie: 250 ↓                            |                                       |                                           |                   |
| 2021                                          | Marie Bouzková Lucie Hradecká         | Viktória Kužmová Nina Stojanović          | 7:63, 6:4         |
| 2022                                          | Anastassija Potapowa Jana Sisikowa    | Anastassija Sacharowa Angelina Gabujewa   | 6:3, 6:4          |
| 2023                                          | Nao Hibino Oksana Kalaschnikowa       | Quinn Gleason Elixane Lechemia            | 6:77, 7:5, [10:3] |
| 2024                                          | Barbora Krejčíková Kateřina Siniaková | Bethanie Mattek-Sands Lucie Šafářová      | 6:3, 6:3          |
| 2025                                          | Nadija Kitschenok Makoto Ninomiya     | Lucie Havlíčková Laura Samson             | 1:6, 6:4, [10:7]  |